# Venture Cup
Venture Cup er en forretningsplankonkurrence i Skandinavien, den største i verden af sin slags.
Konkurrencen består af flere stadier, hvor deltagende hold indleverer deres idé eller projekt til bedømmelse af en professionel jury. I løbet af konkurrencen, udvikles idéer til investeringsklare forretningsplaner. For hvert stadie i konkurrencen tildeles forskellige præmier og mere end en halv million euros er tildelt på tværs af Skandinavien.
Formålet med konkurrencen er at fremme iværksætteri på skandinaviske universiteter, samt at generere nye vækst-virksomheder. Venture Cup blev startet i 1998 af McKinsey and Company i Göteborg, Sverige, og den eksisterer i dag som non-profit organisationer i Danmark, Norge, Finland og Sverige.
Venture cup består af to konkurrencer, henholdsvis Idea Competition samt Startup Competition - der afholdes henholdsvis i efteråret og foråret hvert år. Der er mulighed for at vinde op til 200.000 kroner til videre udvikling af holdenes ideer. 
Konkurrencen består af seks kategorier, der henholdsvis består af: 
- CleanTech & Environment
- Life Science & MedTech
- Mobile & Web
- Services
- Product & Technology
- Social Entrepreneurship

## Vindere af Venture Cup
I alt har 34 hold vundet Venture Cup i Danmark siden konkurrencens stiftelse i 1998 - de 34 hold er som følger (Alfabetisk):  
- Attivo
- BalancAir
- BioLab
- BioRepeller Arkiveret 28. februar 2014 hos  Wayback Machine
- Biosyntia
- Bucky’o’Zun
- Butikssiden
- CallCab
- Computerfriend Arkiveret 17. marts 2014 hos  Wayback Machine
- Coolstep
- CTS Wristband
- DANfur
- Debito Arkiveret 4. november 2020 hos  Wayback Machine
- Fundr
- Iconfinder
- Innogie Arkiveret 4. januar 2014 hos  Wayback Machine
- Lendino
- LevelUP
- NAVINAC
- NEMdose
- Nordic
- Oculeve
- Optical Accelerometer
- PLASMARC
- Power Converters
- Quick Inspect Arkiveret 7. februar 2014 hos  Wayback Machine
- Read It Loud
- Ruby Cup
- RSP Systems (A/S) 2005-2006
- SBT Aquatech
- Senseye
- Tryg-puden
- Velocatr
- Voicefit
- WindSensor

## Eksterne links
1. ↑  "Arkiveret kopi". Arkiveret fra originalen 4. marts 2014. Hentet 28. februar 2014.
2. ↑  "Arkiveret kopi". Arkiveret fra originalen 4. marts 2014. Hentet 28. februar 2014.
3. ↑  www.venturecup.dk/previous-winners/
4. ↑  www.venturecup.dk/winners/

- Venture Cup
- Venture Cup Sweden
- Venture Cup Denmark
- Venture Cup Norway Arkiveret 2. juli 2007 hos  Wayback Machine
- Venture Cup Finland Arkiveret 11. august 2007 hos  Wayback Machine